# 양정모의 뮤직하이웨이
양정모의 뮤직하이웨이는 경기방송의 주말 음악 프로그램이다.

## 프로그램 소개
- 꼭 답답한 일이 있지 않다 하더라도 가슴을 뻥 뚫어주는 씐나는 음악은 필요합니다! 단 하나의 음악질주 뮤직하이웨이에 탑승하세요~~

| KFM 경기방송 주말 프로그램 |                         |                        |
| 이전                       | 양정모의 뮤직하이웨이   | 다음                   |
| 경기방송 정오종합뉴스      | 양정모의 뮤직하이웨이   | 김동혁의 골든박스 탑텐 |
| 낮 12시 ~ 낮 12시 10분     | 낮 12시 10분 ~ 오후 2시 | 오후 2시 ~ 오후 4시    |
|                            |                         |                        |